# حمام صغير
حمام صغير قرية سوريّة تتبع إداريّاً لمحافظة حلب منطقة منبج ناحية مركز منبج، بلغ تعداد سكانها 1,325 نسمة حسب التعداد السكاني لعام 2004.